# Scribneria bolanderi
Scribneria bolanderi är en gräsart som först beskrevs av George Thurber, och fick sitt nu gällande namn av Eduard Hackel. Scribneria bolanderi ingår i släktet Scribneria och familjen gräs. Inga underarter finns listade i Catalogue of Life.